# Témori
Témori, pleme Taracahitian Indijanaca, jezična porodica Juto-Asteci, nastanjeno u prvoj polovici 17. stoljeća krajevima između rijeka Río Chinipa ili Oteros i Río Urique u meksičkoj državi Chihuahua. Mason i Johnson ih označavaju kao ogranak uže skupine Varohia. Prema Hodgeu pripadaju u Guazápare, ogranak Varohia. Osvajanje i evangelizacija započinje 1620. Nestali su.
Neka od njihovih sela bila su Santa María Magdalena u dolini Chinipas u Chihuahui, Nuestra Seora del Valle Humbroso i Cerocahui.

## Vanjske poveznice
- GUARIJÍOS / MACURAWE  Arhivirana inačica izvorne stranice od 22. rujna 2015. (Wayback Machine)